# Clarksfield
Clarksfield è la prima CPU a 4 core per il settore mobile ad essere disponibile in grande quantità ed è basato sulla nuova architettura Nehalem, successiva all'Intel Core Microarchitecture, originariamente introdotta nel settore mobile dal core Merom nel corso del 2006 (e commercializzato come Core 2 Duo). L'arrivo sul mercato inizialmente era previsto nel corso del secondo trimestre 2009 ma successivamente, si è saputo che Intel ha deciso di posticipare tale lancio alla seconda metà del 2009 e tale lancio, abbinato a quello della nuova piattaforma per notebook Calpella, è avvenuto il 23 settembre 2009.

## Nome commerciale
Con il lancio della nuova architettura Nehalem Intel ha deciso di utilizzare dei "differenziatori" per distinguere i modelli destinati alle varie fasce di mercato, e di conseguenza alcuni core sono alla base di processori con differenti nomi commerciali, a seconda delle caratteristiche intrinseche di ciascun modello e quindi della fascia di mercato cui viene destinato.
I primi prodotti basati sulla nuova architettura, e conosciuti con il nome in codice Bloomfield, sono arrivati sul mercato a fine 2008 e vengono commercializzati con il nome di Core i7 e Core i7 Extreme ma per il settore desktop. Il core Clarksfield è disponibile anch'esso, in alcune versioni, con gli stessi nomi commerciali, sebbene sia pensato esclusivamente per l'integrazione in sistemi mobile e inoltre utilizza tutt'altro socket, oltre ad avere diverse differenze dal core Bloomfield. Sono disponibili anche alcune varianti commercializzate sotto il marchio di Core i5.

## Caratteristiche tecniche

### Processo produttivo
Si tratta quindi, come detto, di una CPU a 4 core costruita mediante processo produttivo a 45 nm ma realizzata secondo un approccio costruttivo a Die Monolitico, e non unendo 2 die dual core in un unico package, come avviene in Penryn-QC.
A differenza di quanto avvenuto in passato in tutte le ultime generazioni di architetture Intel, in cui la cache era divisa in 2 livelli, in Clarksfield ne sono presenti 3. Ogni core ha una propria cache L1 da 64 KB (divisa a sua volta in 2 blocchi da 32 KB, per le istruzioni e per i dati, al pari di quanto avviene per la precedente architettura Core), e una propria cache L2 da 256 KB (a differenza della cache L2 da 4 o 6 MB condivisa tra tutti i core dell'architettura precedente) con associatività a 8 vie; a queste si aggiunge un'ulteriore cache L3 da 8 MB, associativa a 16 vie, che viene condivisa tra tutti i core e che è, tra l'altro, di tipo inclusivo.
Al posto del tradizionale bus Quad Pumped introdotto da Intel con il primo Pentium 4 Willamette e mantenuto fino agli ultimi esponenti dell'architettura "Core", non viene utilizzato il nuovo Intel QuickPath Interconnect, che sarebbe in pratica analogo all'HyperTransport di AMD, e che verrà invece implementato in altri esponenti della futura architettura Nehalem in altri settori e in altre fasce di mercato, come Bloomfield. Viene invece integrato un controller PCI Express 2.0 16x (non presente in Bloomfield) e un collegamento Direct Media Interface diretto con il southbridge responsabile della gestione delle periferiche di I/O collegate al sistema.
Sebbene non sia presente il nuovo BUS seriale, una piccola ispirazione da parte di Intel nei confronti di quanto fatto da AMD nel corso degli ultimi anni, è stata mantenuta con l'integrazione del controller della memoria RAM di tipo Dual Channel a 64 bit (in Bloomfield è invece a 3 canali) che supporta memorie DDR3.
A questo punto è utile osservare che avendo integrato il controller della memoria e la gestione del BUS PCI Express 2.0, le motherboard non devono più impiegare un chipset composto, come da tradizione, da northbridge e southbridge, ma solo da quest'ultimo, dato che le funzioni del primo sono completamente integrate nella CPU.
Il consumo è di circa 45 W per le versioni "lisce" e di 55 W per la versione "Extreme", mentre per quanto riguarda il socket, esso è il nuovo mPGA 989 diverso quindi dall'LGA 1156 utilizzato nel settore desktop. Inizialmente in realtà erano state annunciate anche versioni prive del controller di memoria integrato e installabili nel Socket H (715 pin), ma nelle ultime notizie di fine 2007 queste versioni "ridotte" non sono più state menzionate; non è da escludere che Intel abbia deciso di integrare il controller di memoria in tutte le varianti di Clarksfield, così da non dover differenziarne la produzione e contenere i costi realizzativi.
A differenza di Bloomfield, che ha una forma rettangolare, Clarksfield è rimasto alla tradizionale forma quadrata. L'assenza del BUS QPI e la presenza del controller PCI Express invece, cambiano leggermente la struttura interna del processore rispetto a Bloomfield, e ne aumentano il numero di transistor; la nuova CPU ne integra 774 milioni (dei quali più di 400 milioni compongono i 3 livelli di cache), contro i 731 milioni del processore più potente.

#### Sfruttamento della cache di ultimo livello
Nei processori dual core e multi core si pone il problema di come sfruttare la grande dotazione di cache L2 e come gestirne l'accesso da parte dei vari core. L'approccio a die monolitico cui si è accennato poco sopra è solo uno degli approcci possibili nella realizzazione, e ognuno di questi comporta pro e contro relativamente ai metodi di fruizione di questa preziosa memoria aggiuntiva. Buona parte di questi aspetti è evidenziata nella voce Architettura dual core#Architettura della cache condivisa, in cui si fa riferimento anche ad altri processori che sfruttano i differenti approcci.

#### Importanti considerazioni sul consumo dichiarato
È importante sottolineare che per fare un confronto tra i consumi di queste nuove soluzioni con quelle che le hanno precedute sul mercato, è necessario considerare che nella stima del consumo del nuovo core viene incluso anche quello legato alle funzioni che un tempo erano demandate al northbridge del chipset. Di conseguenza, il consumo sopracitato, molto simile a quello dichiarato per il predecessore di Clarksfield (in particolare Penryn-QC, la variante a 4 core di Penryn), è in realtà più basso se confrontato con la somma tra il consumo di Penryn e quello del northbridge del chipset.

### Tecnologie implementate
Oltre alle ormai scontate istruzioni MMX, SSE, SSE2, SSE3, EM64T e XD-bit, è stato implementato anche l'intero set di istruzioni SSE4. A fine 2007 con i primi processori a 45 nm (basati però su architettura "Core") Intel aveva già iniziato l'introduzione di queste nuove istruzioni ma si era limitata a 47 istruzioni sulle 54 previste dal set SSE4 completo, e per questo motivo il produttore indicava questa prima implementazione, limitata, come SSE4.1 (dove.1 indica la prima versione); in tutti i processori basati sull'architettura Nehalem invece, verrà integrato l'intero set delle istruzioni, indicato come SSE4.2.
Non mancano ovviamente la tecnologia di virtualizzazione Vanderpool e quella di risparmio energetico SpeedStep, che nelle nuove CPU vanta decisi miglioramenti; grazie alla nuova tecnologia Power Gate infatti, Clarksfield è in grado di rallentare e accelerare la frequenza di ogni core individualmente a seconda della specifica occupazione e arrivare addirittura allo "spegnimento" di quelle aree della CPU che risulteranno inutilizzate, forse addirittura gli interi core, riducendone il voltaggio a zero, e non limitandosi a diminuirne le richieste energetiche. A questa tecnologia se ne unisce anche un'altra esattamente duale, chiamata Intel Turbo Mode che è in sostanza il nuovo nome della Intel Dynamic Acceleration già vista nei Core 2 Duo Merom e Penryn alla base delle piattaforme Centrino Duo Santa Rosa e Centrino 2 Montevina. L'architettura Nehalem porta tale tecnologia in tutti i settori di mercato e grazie ad essa è possibile aumentare il clock dei soli core utilizzati in modo da velocizzare l'elaborazione di quelle particolari applicazioni che non sono in grado di sfruttare adeguatamente un processore multi core. Avendo meno core attivi, consente infatti di aumentare il clock (e quindi il consumo) dei core rimanenti senza eccedere le specifiche della CPU stessa; inoltre in tali processori mobile, la tecnologia Turbo Mode sarà ancora più invasiva rispetto a quanto possibile sulle CPU desktop, dato che potrà arrivare ad aumentare il clock anche del 75% grazie a ben 10 diversi "step" intermedi, eseguendo un maggior numero di controlli incrociati sulle condizioni che consentono l'aumento della frequenza.
Anche la gestione del calore dissipato ha visto importanti miglioramenti: a differenza di quanto avveniva nei processori precedenti, che al raggiungimento di una certa temperatura abbassavano istantaneamente il proprio clock al valore più basso possibile, in Clarksfield il clock viene abbassato progressivamente fino al raggiungimento della temperatura adeguata.
È da evidenziare l'implementazione della nuova tecnologia Simultaneous Multi-Threading, evoluzione della vecchia Hyper-Threading (ma basata su principi completamente diversi), ormai abbandonata da parte del produttore statunitense, e in grado di raddoppiare il numero di thread elaborabili dalla CPU. Dato che Clarksfield ha 4 core, è in grado di gestire 8 thread contemporaneamente.

## Controparte desktop
Clarksfield condivide il proprio progetto con il core Lynnfield destinato all'impiego in ambito desktop, come successore del Core 2 Quad Yorkfield. Le caratteristiche tecniche sono identiche, eccettuato i consumi che in Lynnfield arrivano a 95 W, non essendo completamente ottimizzato per il risparmio energetico e dotato di clock superiori.

## Chipset supportati
Clarksfield, come Arrandale (ovvero il processore dual core destinato alla stessa fascia di mercato e che ha preso il posto del progetto Auburndale originariamente previsto), viene abbinato al chipset Ibex Peak-M (versione mobile del chipset desktop Ibex Peak) e va a costituire la nuova piattaforma Calpella, ovvero la sesta generazione della piattaforma Centrino, evoluzione diretta della piattaforma Centrino 2. Il nome commerciale di questo chipset è PM55, che a differenza dei chipset precedenti come Cantiga, è di tipo a singolo chip dato che le funzionalità svolte tradizionalmente dal northbridge sono state integrate nella CPU stessa.

## Prezzi delle varie versioni al momento del lancio
Al momento Intel ha presentato 3 soli modelli:
- Core i7 Extreme 920 XM - 1054 $
- Core i7 820 QM - 546 $
- Core i7 720 QM - 364 $

## Modelli arrivati sul mercato
La tabella seguente mostra i modelli di Core i5, Core i7 e Core i7 Extreme, basati su core Clarksfield, arrivati sul mercato. Molti di questi condividono caratteristiche comuni pur essendo basati su diversi core; per questo motivo, allo scopo di rendere maggiormente evidente tali affinità e "alleggerire" la visualizzazione alcune colonne mostrano un valore comune a più righe. Di seguito anche una legenda dei termini (alcuni abbreviati) usati per l'intestazione delle colonne:
- Nome Commerciale: si intende il nome con cui è stato immesso in commercio quel particolare esemplare.
- Data: si intende la data di immissione sul mercato di quel particolare esemplare.
- Socket: lo zoccolo della scheda madre in cui viene inserito il processore. In questo caso il numero rappresenta oltre al nome anche il numero dei pin di contatto.
- N°C.: sta per "numero di core" e si intende il numero di core montati sul package: 1 se "single core", 2 se "dual core", 4 se "quad core", ecc.
- Clock: la frequenza di funzionamento del processore.
- Molt.: sta per "Moltiplicatore" ovvero il fattore di moltiplicazione per il quale bisogna moltiplicare la frequenza di bus per ottenere la frequenza del processore.
- Pr.Prod.: sta per "Processo produttivo" e indica tipicamente la dimensione dei gate dei transistors (180 nm, 130 nm, 90 nm) e il numero di transistor integrati nel processore espresso in milioni.
- Voltag.: sta per "Voltaggio" e indica la tensione di alimentazione del processore.
- Watt: si intende il consumo massimo di quel particolare esemplare.
- Ram: indica la presenza del controller per la memoria RAM integrato nel processore, il numero di canali supportati e la frequenza massima.
- Bus: frequenza del BUS interno alla CPU.
- QPI: velocità del BUS seriale introdotto da Intel con l'architettura Nehalem e che mette in comunicazioni i processori tra loro e con il chipset. La sua velocità viene indicata in GT/s invece che in MHz.
- PCI: indica la presenza del controller PCI Express 2.0 per la gestione delle schede video discrete e il numero di linee per ogni slot.
- Cache: dimensione delle cache di 1º e 2º livello.
- XD: sta per "XD-bit" e indica l'implementazione della tecnologia di sicurezza che evita l'esecuzione di codice malevolo sul computer.
- 64: sta per "EM64T" e indica l'implementazione della tecnologia a 64 bit di Intel.
- HT: sta per "Hyper-Threading" e indica l'implementazione della esclusiva tecnologia Intel che consente al sistema operativo di vedere 2 core "logici" per ogni core "fisico".
- ST: sta per "SpeedStep Technology" ovvero la tecnologia di risparmio energetico sviluppata da Intel e inserita negli ultimi Pentium 4 Prescott serie 6xx per contenere il consumo massimo.
- TM: sta per "Turbo Mode" ovvero la tecnologia che aumenta il clock dei soli core utilizzati in modo da velocizzare l'elaborazione di quelle particolari applicazioni che non sono in grado di sfruttare adeguatamente un processore multi core.
- VT: sta per "Vanderpool Technology", la tecnologia di virtualizzazione che rende possibile l'esecuzione simultanea di più sistemi operativi differenti contemporaneamente.

| Nome Commerciale       | Data        | Socket | N°C. | Clock               | Molt. | Pr.Prod.       | Voltag. | Watt | Ram         | Bus     | QPI | PCI        | Cache                       | XD | 64 | HT | ST | TM | VT |
| ---------------------- | ----------- | ------ | ---- | ------------------- | ----- | -------------- | ------- | ---- | ----------- | ------- | --- | ---------- | --------------------------- | -- | -- | -- | -- | -- | -- |
| Core i7 720 QM         | 23/set/2009 | 989    | 4    | 1,6 GHz (2,8 GHz)   | 12x   | 45 nm          | N.A.    | 45 W | 2-DDR3 1066 | 133 MHz | --- | 1x16 / 2x8 | L1=4x64KB L2=4x256KB L3=6MB | Sì | Sì | Sì | Sì | Sì | Sì |
| Core i7 820 QM         | 23/set/2009 | 989    | 4    | 1,73 GHz (3,06 GHz) | 13x   | 45 nm 774 mil. | N.A.    | 45 W | 2-DDR3 1066 | 133 MHz | --- | 1x16 / 2x8 | L1=4x64KB L2=4x256KB L3=8MB | Sì | Sì | Sì | Sì | Sì | Sì |
| Core i7 Extreme 920 XM | 23/set/2009 | 989    | 4    | 2 GHz (3,2 GHz)     | 15x   | 45 nm 774 mil. | N.A.    | 55 W | 2-DDR3 1333 | 133 MHz | --- | 1x16 / 2x8 | L1=4x64KB L2=4x256KB L3=8MB | Sì | Sì | Sì | Sì | Sì | Sì |

Nota: la tabella soprastante è un estratto di quelle complete contenute nelle pagine del Core i5, Core i7 e Core i7 Extreme.

## Il successore
Al momento Intel non ha ancora annunciato alcun successore per il core Clarksfield. In ogni caso, secondo la strategia Intel, dovrebbe trattarsi di un processore appartenente alla seconda generazione di CPU basate su architettura Nehalem e prodotto a 32 nm, che al momento viene indicata mediante il nome in codice Westmere.